# Ouzouer-le-Doyen

Ouzouer-le-Doyen este o comună în departamentul Loir-et-Cher, Franța. În 1 ianuarie 2022 avea o populație de 228 de locuitori.